# Liste der Wappen im Freien Gemeindekonsortium Caltanissetta
Die Liste der Wappen im Freien Gemeindekonsortium Caltanissetta zeigt die Wappen der 22 Gemeinden im Freien Gemeindekonsortium Caltanissetta der Autonomen Region Sizilien der Republik Italien. In dieser Liste sind die Wappen jeweils mit einem Link auf die Gemeinde angezeigt.

## Wappen des Freien Gemeindekonsortiums Caltanissetta

Provinz Caltanissetta
Lage in Italien

## Wappen der Gemeinden des Freien Gemeindekonsortiums Caltanissetta

Bompensiere
Butera
Caltanissetta
Campofranco
Delia
Gela
Mazzarino
Milena
Montedoro
Mussomeli
Niscemi
Resuttano
Riesi
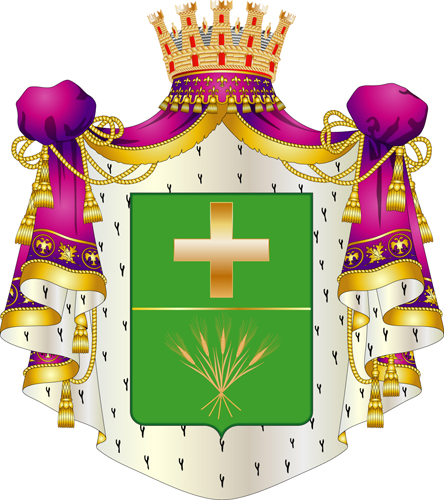
San Cataldo
Santa Caterina Villarmosa
Serradifalco
Sutera
Vallelunga Pratameno
Villalba